# Аттичний календар
Аттичний календар — давньогрецький календар, який використовувався в Аттиці, родовій території Афінського поліса. У порівнянні із сучасним григоріанським календарем аттичний має багато своєрідних особливостей, являє собою культурний артефакт і розкриває певні риси менталітету давніх греків.

## Місяці аттичного календаря
| Аттичний календар | Назва давньогрецькою | Значення                                   | Кількість днів | Григоріанський календар  |
| ----------------- | -------------------- | ------------------------------------------ | -------------- | ------------------------ |
| Гекатомбеон       | Ἑκατομβαιών          | місяць принесення гекатомби                | 30             | 23 червня — 23 липня     |
| Метагітніон       | Μεταγειτνιών         | місяць новосіль                            | 29             | 23 липня — 22 серпня     |
| Боедроміон        | Βοηδρομιών           | місяць свята Боедромій                     | 30             | 23 серпня — 22 вересня   |
| Піанепсіон        | Πυανεψιών            | місяць свята варіння бобів                 | 29             | 23 вересня — 22 жовтня   |
| Мемактеріон       | Μαιμακτηριών         | місяць бурі                                | 30             | 23 жовтня — 22 листопада |
| Посідеон          | Ποσιδειών            | місяць Посейдона                           | 29             | 23 листопада — 22 грудня |
| Гамеліон          | Γαμηλιών             | місяць весіль                              | 30             | 23 грудня — 22 січня     |
| Анфестеріон       | Ανθεστηριών          | місяць свята Анфестерій на честь Діоніса)  | 29             | 23 січня — 20 лютого     |
| Елафеболіон       | Ἐλαφηβολιών          | місяць свята полювання (на честь Артеміди) | 30             | 21 лютого — 23 березня   |
| Муніхіон          | Μουνυχιών            | місяць Артеміди Муніхії                    | 29             | 24 березня — 22 квітня   |
| Фаргеліон         | Θαργηλιών            | місяць жнив                                | 30             | 23 квітня — 23 травня    |
| Скірофоріон       | Σκιροφοριών          | місяць свята Скірофорій (на честь Афіни)   | 29             | 24 травня — 22 червня    |

## Основні принципи
Початок нового року в аттичному календарі здебільшого випадав на місяць літнього сонцестояння (друга половина червня). Місяць починався з неоменії. 13 (емболісмічний) місяць повторювався взимку. Як правило, це був посідеон. Назва місяця гамеліона походить від «гамос» — шлюб: у цей час давні греки одружували своїх дітей.
Семиденного тижня давні греки не знали, а поділяли місяць на три декади. У першій дні мали свої порядкові номери, у другій вони звалися «перший», «другий» і т. д. з додаванням слів «після десяти», дні третього десятка лічилися у зворотному порядку: «дев'ятий від кінця місяця», «восьмий від кінця місяця» і т. д. 30-й день мав назву «старий і новий», 29-й день був «передуючий». У місяці, що мав 29 днів, його виключали з лічби.
Добу давні греки розпочинали від заходу Сонця. Давньогрецький науковець І століття до н. е. Гемін пише, що «для ділового та громадського життя тривалість місячного періоду округлялась до 29,5 доби, тому два місяці становили 59 діб». Проте два синодичних місяці — 59,06 доби. Отже, через кожні 33 місяці з цього залишку в 0,06 доби набігало 1,1 доби. Відтак давні греки допускали відрив обліку днів у календарі від фаз Місяця. Щоб узгодити тривалість календарного року із сонячним, за Геміном, «давні встановили додатковий місяць через кожен рік», що, звичайно, лише ускладнювало ситуацію.
593 до н. е. відомий афінський громадський діяч Солон ввів систему октаетерид: правило додавання трьох місяців за кожні вісім років. Проте за ці вісім років між сонячним та місячним календарями виникла розбіжність у три дні. Не знаючи точної тривалості тропічного року та синодичного місяця, давні греки ввели правило: додавати ці три дні після кожних двох восьмирічок.
432 до н. е. астроном Метон запропонував використовувати для календарних обчислень 19-річний цикл (нині відомий як Метонів цикл). Він виявив, що 235 синодичних місяців у сумі дають 6 940 днів і що за цей проміжок часу зміна пір року відбувається 19 разів. Отже, тривалість одного року в середньому становить 6940 : 19 = 365,26 доби. За цей час, вважав Метон, Сонце проходить через 12 зодіакальних сузір'їв, затримуючись у кожному на таку кількість діб: 365,26 : 12 = 30,4 доби.
Цей календар був точнішим від тих, які використовували греки раніше. Хоча греки продовжували використовувати менш точний 8-річний цикл і після Метона, до середини ІІІ століття н. е. Річ у тім, що 19-річний цикл був для них непридатним, оскільки за ним було незручно визначати моменти їх найважливіших свят, оскільки Олімпійські ігри відбувалися через кожні 4 роки (тобто двічі на 8 років, див. Олімпіада у хронології), Піфійські ігри в Дельфах — один раз на 8 років. В самих Афінах існувало п'ять свят, що повторювалися через чотири роки.
Римський письменник Цензорин у 238 році н. е. зауважив, що і в його час 8-річний цикл залишався у греків найпопулярнішим. Однак давніх греків їхній календар цілком влаштовував: в Афінах ним користувалися ще й у VI столітті н. е., а у Візантійській імперії — до кінця VII століття н. е., тобто впродовж 600 років після введення юліанського календаря.